# Bedsted Kirke (Tønder Kommune)
|  | Denne artikel omhandler Bedsted Kirke i Sønderjylland, Tønder Kommune. Der er også en anden kirke med dette navn: Bedsted Kirke (Thy). |
Bedsted Kirke er en dansk kirke beliggende i Bedsted Sogn i Tønder Provsti (Ribe Stift). Kirken og sognet ligger i Tønder Kommune.
'Bedsted Kirke ligger i den sydlige udkant af byen Bedsted og er kirke for sognets 5 landsbyområder: Arndrup, Bedsted, Gravlund, Mårbæk og Øster Terp.
Kirkeklokken i Bedsted Kirke stammer fra kirken i den lille landsby Garijp – på frisisk Garyp – ved Leeuwarden i det nordlige Holland. En historie herom er skrevet af Henning Haugaard og fremgår Borgerforenings hjemmeside, se link nedenfor.
På kirkegården er guldaldermaleren Johan Thomas Lundbye, 1818 – 1848, og hans mor Cathrine Lundbye begravet. Der henvises til omtalen i artiklen om byen Bedsted.

## Eksterne kilder og henvisninger
- Bedsted Kirke Arkiveret 31. januar 2011 hos  Wayback Machine hos nordenskirker.dk
- Bedsted Kirke hos KortTilKirken.dk
- Bedsted Kirke i bogværket Danmarks Kirker (udg. af Nationalmuseet)
- 'Sogneportalen' om Bedsted Sogn og Kirke Arkiveret 7. juni 2007 hos  Wayback Machine
- Hjemmeside for Bedsted Sogns Borgerforening
- To spændende beretninger om kirkeklokken i Bedsted Arkiveret 11. oktober 2010 hos  Wayback Machine, af lokalhistoriker Henning Haugaard. (Nævnt nederst på siden "Bedsteds historie" på Borgerforenings hjemmeside).
- Kirkeklokker i Danmark En registrant udarbejdet af Hans Nyholm.
- Kirker i Danmark – en billeddatabase Arkiveret 14. december 2010 hos  Wayback Machine, Foto af Bedsted Kirke, taget af Kai E. Møller, januar 2003.
- Foto af Bedsted Kirke, taget af Claude David, august 2007 Arkiveret 10. oktober 2016 hos  Wayback Machine

- Wikimedia Commons har flere filer relateret til Bedsted Kirke (Tønder Kommune)